# Chiquimula (miasto)
Chiquimula – miasto w południowo-wschodniej części Gwatemali, leżące w odległości około 180 km na wschód od stolicy kraju, ośrodek administracyjny departamentu Chiquimula. W 2006 roku liczyło około 44 tys. mieszkańców.  Miasto jest siedzibą władz gminy o tej samej nazwie, która w 2012 roku liczyła 95 320 mieszkańców. Gmina jest dość duża, a jej powierzchnia obejmuje 372 km².
W mieście funkcjonuje klub piłkarski CSD Sacachispas. Rozgrywa mecze na lokalnym obiekcie Estadio Las Victorias.